# Supercoppa italiana 2016 (beach soccer)
La Supercoppa italiana 2016 si è disputata il 4 agosto 2016 a Riccione. È stata la tredicesima edizione di questo trofeo ed è stata vinta dal Catania per la quarta volta.

## Tabellino
| Arbitro: | Matticoli, Pavone (ITA) |

|                                   |           |                                                       |
| Olleia 10pt’, Palmacci 1tt’, 1tt’ | Marcatori | 5pt’ Antonio, 5st’ Belchior, 10st’ Fred, 12tt’ Madjer |